# Faràmurz ibn Muhàmmad
Zahir al-Din Shams al-Muluk Abu Mansur Faramurz ibn Muhammad o Dhàhir-ad-Din Xams-al-Muluk Abu-Mansur Faràmurz ibn Muhàmmad ((en àrab Ẓahīr al-Dīn Xams al-Mulūk Abū Manṣūr Farāmurz, apareix també com Faramurz o Faramruz) fou emir kakúyida d'Esfahan i més tard de Yazd, fill i successor el 1041/1042
de l'emir kakúyida (d'origen daylamita i al servei dels buwàyhides i que havien forjat un domini independent) del Jibal, Ala al-Dawla Muhammad ben Dusmanshiyar. Va regnar a Esfahan del 1041/1042 al 1051 i després a Yadz i deixa de ser esmentat el 1063 per la qual cosa se suposa que va morir probablement abans del 1070.
El 1037 Ala al-Dawla Muhammad va fortificar Esfahan contra les primeres incursions de les bandes d'oghuz procedents del Khurasan. Encara en vida del seu pare aquest el va enviar al seljúcida Toghrul Beg, en nom del qual llegia la khutba, per lluitar contra els gaznèvides, i va estar present a la batalla de Dandakan del 23 de maig de 1040 que va donar el Khurasan als seljúcides, els gaznèvides van deixar de ser un problema pels kakúyides, però es va iniciar l'amenaça seljúcida. Després del triomf, Toghril Beg va concedir Rayy a Faramurz. Al cap d'un any i mig va pujar al tron d'Esfahan a la mort del seu pare (1041/1042), mentre el seu germà Abu Kalidjar Garshasp I rebia Hamadan i Nihawand com a subordinat. Els drets sobre Esfahan li foren disputats pel seu germà Abu Harb que va demanar ajut al buwàyhida de Fars Abu Kalidjar Imad al-Din, però el va poder derrotar, però després el perill foren els seljúcides.
Toghrul Beg va anar a Esfahan i va rebre tribut de Fararmuz que va fer llegir la khutba en el seu nom (1042/1043). Després l'expedició Toghril va anar a Hamadan on Abu Kalidjar Garshasp I també va jurar obediència. Però quan Toghrul es va retirar, Fararmuz i el seu germà de Hamadan es van aliar al buwàyhida Abu Kalidjar Imad al-Din, i va desconèixer al seljúcida; el mateix van fer els caps locals kurds, en orde a presentar un front comú contra els atacs de les bandes oghuz. Toghril va retornar el 1046/1047 i va assetjar la ciutat (i va enviar al seu cosí Ibrahim Inal a Hamadan); Fararmuz es va tornar a sotmetre en les mateixes condicions que abans i altra vegada, i les monedes mostren que el reconeixement fou efectiu per un temps, però quan Toghrul va ser lluny o ocupat en altres afers, el va desconèixer. Toghrul va retornar per tercera vegada el 1050 i va assetjar Esfahan que va capitular al cap d'un any (maig del 1051). Els murs de la ciutat foren arrasats i aviat Toghrul hi va instal·lar la seva capital (fins aleshores a Rayy, segurament des de 1043). Faramurz va obtenir en la capitulació, com a compensació, les ciutats de Yazd i Abarkuh, on va governar la resta de la seva vida com un fidel vassall seljúcida. Fou un dels delegats que sota la direcció de Kunduri van demanar la mà de la filla del califa al-Qàïm per a Toghrul Beg (1061) i va acompanyar al sultà a Bagdad quan hi va anar per casar-se el 1063. Va rebre alguns honors a la cort i el títol de Shams al-Mulk
Va morir algun temps després (vers 1070) i el va succeir el seu fill Muayyid al-Dawla (també Ala al-Dawla) Ali ibn Faramurz.